# ام‌دی‌ای

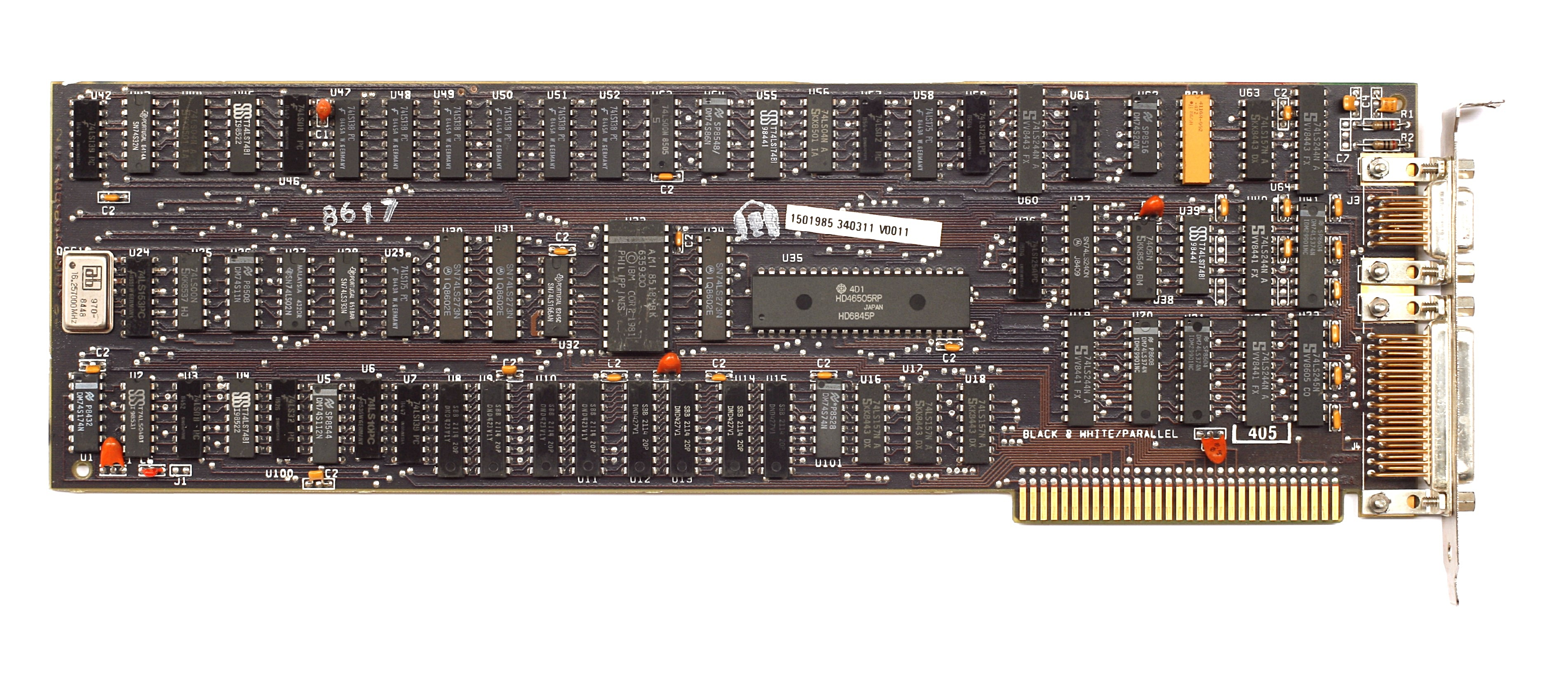
اولین کارت گرافیک دنیا IBM MDA

اولین کارت گرافیک دنیا که ام‌دی‌ای (MDA) نام دارد و مخفف Monochrome Display Adapter (آداپتر نمایش تک‌فام) است که در سال ۱۹۸۱ بوسیله شرکت آی‌بی‌ام معرفی شد.
این کارت گرافیکی فقط در مد نوشتاری (Text Mode) کار می‌کند (یعنی پیکسل‌ها قابل دسترسی نیستند) و توانایی نمایش ۲۵*۸۰ نویسه در بسامد عمودی ۵۰ هرتز را دارد. هر نویسه از یک ماتریس که Raster یا توری نامیده می‌شود ساخته می‌شود. هر توری از ۹*۱۴ نقطه تشکیل می‌شود.
ام‌دی‌ای از ۴ کیلوبایت حافظه خارجی استفاده می‌کند و از دو رنگ پشتیبانی می‌کند.
در این کارت گرافیک از ریز پردازنده HD6845 استفاده شده است.